# Ruske autonomne oblasti
Ruska Federacija se dijeli na 85 federalnih subjekata, jedinica upravnog sustava.
U te subjekte spadaju i autonomne oblasti (ruski: jedn. область, mn. области).
Trenutno u ruskom upravnom sustavu, postoji samo jedna autonomna oblast, Židovska autonomna oblast.
Bivše autonomne oblasti:
- oblasti kojima je ukinut status:
- oblasti koje su pripojene nekoj drugoj upravnoj jedinici:
- oblasti koje su se spojile s drugom upravnom jedinicom u novu:

Predložene autonomne oblasti: